# Seocho-dong
Seocho-dong (koreanska: 서초동)  är en stadsdel i stadsdistriktet Seocho-gu i södra delen av Sydkoreas huvudstad Seoul.

## Indelning
Administrativt är Seocho-dong indelat i:
| Namn    | Namn               | Yta km² | Invånare 31 dec 2020 |
| ------- | ------------------ | ------- | -------------------- |
| 서초1동 | Seocho 1(il)-dong  | 1,42    | 21 187               |
| 서초2동 | Seocho 2(i)-dong   | 1,24    | 21 732               |
| 서초3동 | Seocho 3(sam)-dong | 2,93    | 32 307               |
| 서초4동 | Seocho 4(sa)-dong  | 0,88    | 31 718               |